# Schtschegly (Kaliningrad)
Schtschegly (russisch Щеглы, deutsch Saugwethen, 1938–1945 Saugehnen, litauisch Saugviečiai) ist ein Ort in der russischen Oblast Kaliningrad. Er gehört zur kommunalen Selbstverwaltungseinheit Stadtkreis Tschernjachowsk im Rajon Tschernjachowsk.

## Geographische Lage
Schtschegly liegt 21 Kilometer nordöstlich der Rajonstadt Tschernjachowsk (Insterburg) am kleinen Flüsschen Buda (dt. Niebudies, 1938–1945 Kutte). Die nächste Bahnstation war bis 1945 Stablacken (heute russisch: Priosjornoje) an der inzwischen außer Betrieb gestellten Bahnstrecke Insterburg–Kraupischken der Insterburger Kleinbahnen.

## Geschichte
Der zu Beginn des 16. Jahrhunderts Kuschineren genannte Ort war vor 1945 ein Dorf mit vielen verstreuten kleinen Höfen und Gehöften. Im Jahre 1874 wurde es in den neu errichteten Amtsbezirk Kaukern (heute russisch: Sagorjewka) eingegliedert, der – ab 1930 in „Amtsbezirk Bärensprung“ umbenannt – bis 1945 bestand und zum Kreis Insterburg im Regierungsbezirk Gumbinnen der preußischen Provinz Ostpreußen gehörte. Mit dem vor 1908 eingemeindeten Ortsteil Saugwethelen zählte Saugwethen im Jahre 1910 insgesamt 122 Einwohner.
Am 1. Oktober 1929 erfolgte der Zusammenschluss der Landgemeinde Saugwethen mit den Landgemeinden Antschögstupönen, Bednohren (1938–1945: Bednoren) und Skardupönen  (Ksp. Pelleningken; russisch nach 1945 Wologodskoje, nicht mehr existent) zur neuen Landgemeinde Saugwethen. Die Einwohnerzahl stieg so bis 1933 auf 286 und betrug 1939 noch 241. Am 3. Juni – amtlich bestätigt am 16. Juli – des Jahres 1938 erhielt Saugwethen aus politisch-ideologischen Gründen den neuen Namen „Saugehnen“.
Im Jahre 1945 kam der Ort mit dem nördlichen Ostpreußen zur Sowjetunion und erhielt 1950 (als Saugwethen und Bednohren) die russische Bezeichnung „Schtschegly“. Der Ort wurde dem Dorfsowjet Sagorski selski sowjet im Rajon Tschernjachowsk zugeordnet. Von 2008 bis 2015 gehörte Schschegly zur Landgemeinde Kaluschskoje selskoje posselenije und seither zum Stadtkreis Tschernjachowsk.

## Kirche
Vor 1945 war die Einwohnerschaft Saugwethens resp. Saugehnens fast ausnahmslos evangelischer Konfession und dadurch in das Kirchspiel Pelleningken (1938–1946: Strigengrund, heute russisch: Sagorskoje) eingepfarrt. Es gehörte zum Kirchenkreis Insterburg in der Kirchenprovinz Ostpreußen der Kirche der Altpreußischen Union. Flucht und Vertreibung der einheimischen Bevölkerung in Folge des Zweiten Weltkrieges sowie die restriktive Kirchenpolitik der Sowjetunion ließen das kirchliche Leben hier wie im ganzen nördlichen Ostpreußen einbrechen. Erst in den 1990er Jahren entstand in Schtschegly wie auch in zahlreichen anderen Orten in der Oblast Kaliningrad neues kirchliches Leben in einer evangelisch-lutherischen Gemeinde, die heute zur Kirchenregion Tschernjachowsk in der Propstei Kaliningrad der Evangelisch-lutherischen Kirche Europäisches Russland gehört.
Zwischen der Gemeinde in Schtschegly und der Gemeinde Berlin-Kaulsdorf besteht eine Partnerschaftsbeziehung.